# Helluomorphoides papago
Helluomorphoides papago es una especie de escarabajo del género Helluomorphoides, tribu Helluonini, familia Carabidae. Fue descrita científicamente por Casey en 1913.
Habita en ecosistemas terrestres y se distribuye por América del Norte, en México y Estados Unidos.